# Bratsk
Bratsk (rusky Братск) je město v Rusku, v jeho sibiřské části v Irkutské oblasti, jíž je druhým největším sídlem. Leží na řece Angaře a má přibližně 220 tisíc obyvatel.

## Historie
Bratsk založili ruští osadníci v roce 1631 jako pevnost. Některé dřevěné věže této pevnosti ze 17. století se dochovaly a jsou vystaveny v Moskvě. Po roce 1950 zde vznikla vodní elektrárna (výkon 4 500 MW), díky níž se sídlo rozrostlo do dnešní podoby. V roce 1955 Bratsk získal status města.

## Ekonomika
Ve městě se nachází továrny na zpracování dřeva a hliníku, napájí je už zmíněná hydroelektrárna.

## Doprava
Bratsk disponuje letištěm, je také napojen na Bajkalsko - Amurskou magistrálu (BAM).